# Chhatrapati Shivajis internationella flygplats

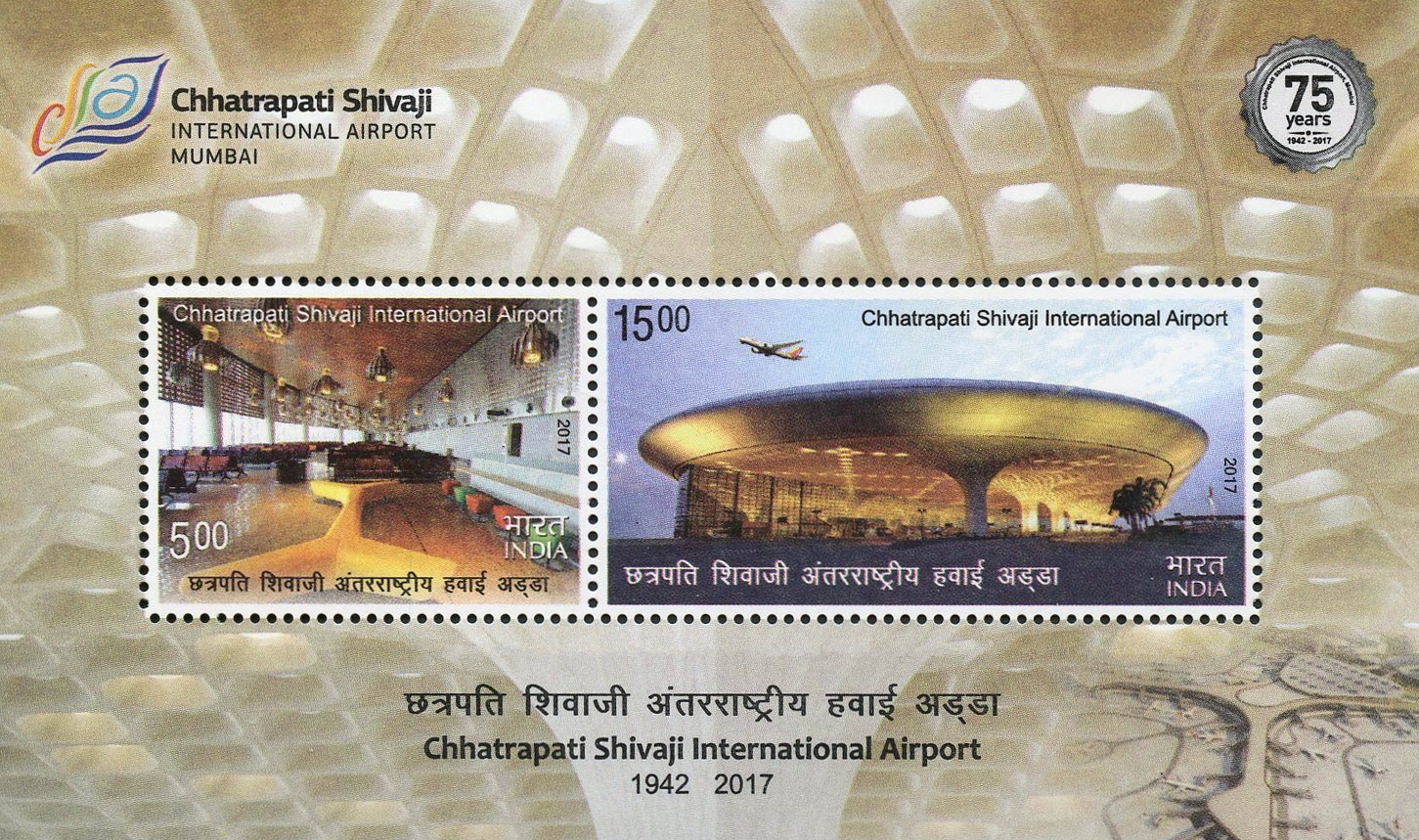
Frimärken utgivna till flygplatsens 75-årsjubileum 2017.

Chhatrapati Shivajis internationella flygplats (marathi: छ्त्रपती शिवाजी आंतरराष्ट्रीय विमानतळ) (IATA: BOM, ICAO: VABB), tidigare Sahars internationella flygplats, är en internationell flygplats i den indiska staden Bombay. Flygplatsen är Indiens näst mest trafikerade, efter Indira Gandhis internationella flygplats i New Delhi, och belägen i förorterna Santa Cruz och Sahar.
Flygplatsens nya namn är taget efter den indiske folkhjälten Shivaji, kung över maratherna på 1600-talet.